# Kanton Asfeld
Kanton Asfeld (fr. Canton d'Asfeld) byl francouzský kanton v departementu Ardensko v regionu Champagne-Ardenne. Skládal se z 18 obcí. Zrušen byl po reformě kantonů 2014.

## Obce kantonu
- Aire
- Asfeld
- Avaux
- Balham
- Bergnicourt
- Blanzy-la-Salonnaise
- Brienne-sur-Aisne
- L'Écaille
- Gomont
- Houdilcourt
- Poilcourt-Sydney
- Roizy
- Saint-Germainmont
- Saint-Remy-le-Petit
- Sault-Saint-Remy
- Le Thour
- Vieux-lès-Asfeld
- Villers-devant-le-Thour